# Bubiyan
Bubiyan (Arabisch جزيرة بوبيان) is het grootste eiland van Koeweit. Het heeft een oppervlakte van 863 km².
Het wordt in het noordoosten van Irak gescheiden door de Khawr Abd Allah en in het zuidwesten door de Khawr as Sabiyah. Deze zeestraten komen in het noorden van het eiland bij elkaar en scheiden Bubiyan van het eiland Warbah.
Bubiyan ligt in het noordwesten van de Perzische Golf en is met het vasteland verbonden door middel van een twee kilometer lange brug van beton over de Khawr as Sabiyah. Het Franse Bouygues was de aannemer voor dit werk. De brug, die alleen voor militair gebruik is bedoeld, werd tijdens de Perzische Golfoorlog van 1990-1991 verwoest. Hij is sindsdien herbouwd.
In november 1994 erkende Irak formeel de VN-demarcatielijn als grens met Koeweit. Deze grens was aangegeven in de resoluties 687 (1991), 773 (1993), en 883 (1993) van de Veiligheidsraad. Met de erkenning van de grens door Irak kwam een eind aan Iraks eerdere aanspraken op Bubiyan.